# Jan z Ossolina
Jan z Ossolina herbu Topór, (zm. w 1436 roku) – kasztelan radomski (1419-1435), zarządca ziemski 
Syn Jana Ossolińskiego (zm. 1396) – kasztelana wiślickiego, protoplasty rodu Ossolińskich fundatora pierwotnego dworu w Ossolinie, należący do grona oddanych przyjaciół króla Władysława Jagiełły. Teściem jego był Jan Oleśnicki (zm. 1413) – starosta wileński, sędzia krakowski.
Matką Jana z Ossolina była Elżbieta Oleśnicka (zm. po 1419). 
Jan z Ossolina miał braci; Andrzeja z Balic i Jana z Goźlic – kanonika sandomierskiego. 
Jego bratem też był Mikołaj Ossoliński (kasztelan wiślicki) (zm. 1459) i siostrą była Anna.
Jan – kasztelan radomski, po śmierci Władysława Jagiełły w 1434 r. zarządca ziemi sandomierskiej – w imieniu małoletniego królewicza Władysława, i jak ojciec przebywał u boku monarchy. Tworzył podwaliny pod przyszłą fortunę rodu. 
Po pierwszej żonie Elżbiecie, Jan miał trzech synów: Jana, Mikołaja i Andrzeja z Ossolina i Balic (zm. przed 1488). Drugą była Piechna z Ambramowic.
Jego syn Jan żonaty z Zofią z Tczycy, wraz z posagiem żony objął duży majątek ziemski, który przypadł po jego śmierci bratu Andrzejowi i był też fundatorem kościoła w Tczycy. Pozostawił po sobie córkę Zofię wydaną za Krzysztofa Szafrańca.
Syn Mikołaj – odziedziczony po ojcu majątek sprzedał bratu Janowi.
Andrzej z Ossolina i Balic – trzeci z braci, po śmierci Jana i swej macochy Piechny, stał się spadkobiercą całego majątku Ossolińskich. Były to miejscowości: Ossolin, Ligota, Płonki, Czyżowa, Balice, Burów, Szczyglice, Zawadzie, Polanki, Tczyca, Abramowice, Klimontów, Goźlice, Bałtów, Żuków, Ślibowice, Szymanowice, Nowa Wieś – w sandomierskim, Basonia – lubelskie, oraz część Morawicy. Żonaty był z Katarzyną z Prawiednik – córką Mikołaja z Prawiednik. Umierając przed 1488 rokiem, pozostawił po sobie sześcioro potomstwa, z których: Jakub i Andrzej pozostali bezpotomnymi, Łucja wydana została za Stanisława Korniakta, a Prokop, Jan i Paweł dali początek trzem gałęziom rodu.

## Źródła;
- Polski Słownik Biograficzny, t. 24, s. 400
- Andrzej Przybyszewski, Ossolińscy herbu Topór, Radomyśl Wielki, 2009, ISBN 978-83-927999-2-4